# Hayseed Dixie
Gli Hayseed Dixie sono una band statunitense fondata nel 2000 guidata da John Wheeler.

## Stile e genere
Propongono pezzi originali bluegrass e riarrangiamenti di canzoni del panorama rock ed hard rock in stile bluegrass.
In sostanza il gruppo mescola il genere bluegrass classico al rock più puro, creando una sorta di nuovo genere da loro stessi chiamato nella cover Highway to Hell rockgrass.

## Nome
Il nome è in chiara assonanza con AC/DC e deriva dal loro primo album A Hillbilly Tribute to AC/DC, album composto di sole cover degli AC/DC riarrangiate.
(Hayseed - una persona che non è molto intelligente o interessata alla cultura; Dixie - gli stati del sud che si staccarono dagli Stati Uniti nel 1861)

## Membri del gruppo
- John Wheeler  - voce, chitarra, violino
- Don Wayne Reno - banjo
- Dale Reno - mandolino
- Jake Byers - basso

## Discografia
- 2001 - A Hillbilly Tribute to AC/DC (Album di sole cover della band australiana)
- 2002 - A Hillbilly Tribute to Mountain Love (Album che contiene diversi classici '70 ed '80, ed alcune canzoni new wave. Contiene anche due canzoni originali.)
- 2003 - Kiss My Grass: A Hillbilly Tribute to Kiss (Album di sole cover dei Kiss)
- 2004 - Let There Be Rockgrass
- 2005 - A Hot Piece of Grass
- 2006 - You Wanna See Something REALLY Scary?
- 2007 - Weapons of Grass Destruction
- 2008 - No Covers (Primo album di sole canzoni inedite)
- 2010 - Killer Grass
- 2011 - Sjt. Munchs Drikkeklubb Band
- 2012 - Nicotine and Alcohol
- 2013 - Grasswhoopin' Party Pack (Album in 2 CD usciti rispettivamente il 13 e il 18 agosto)
- 2015 - Hair Down To My Grass